# Orchestra Sinfonica della RTVE

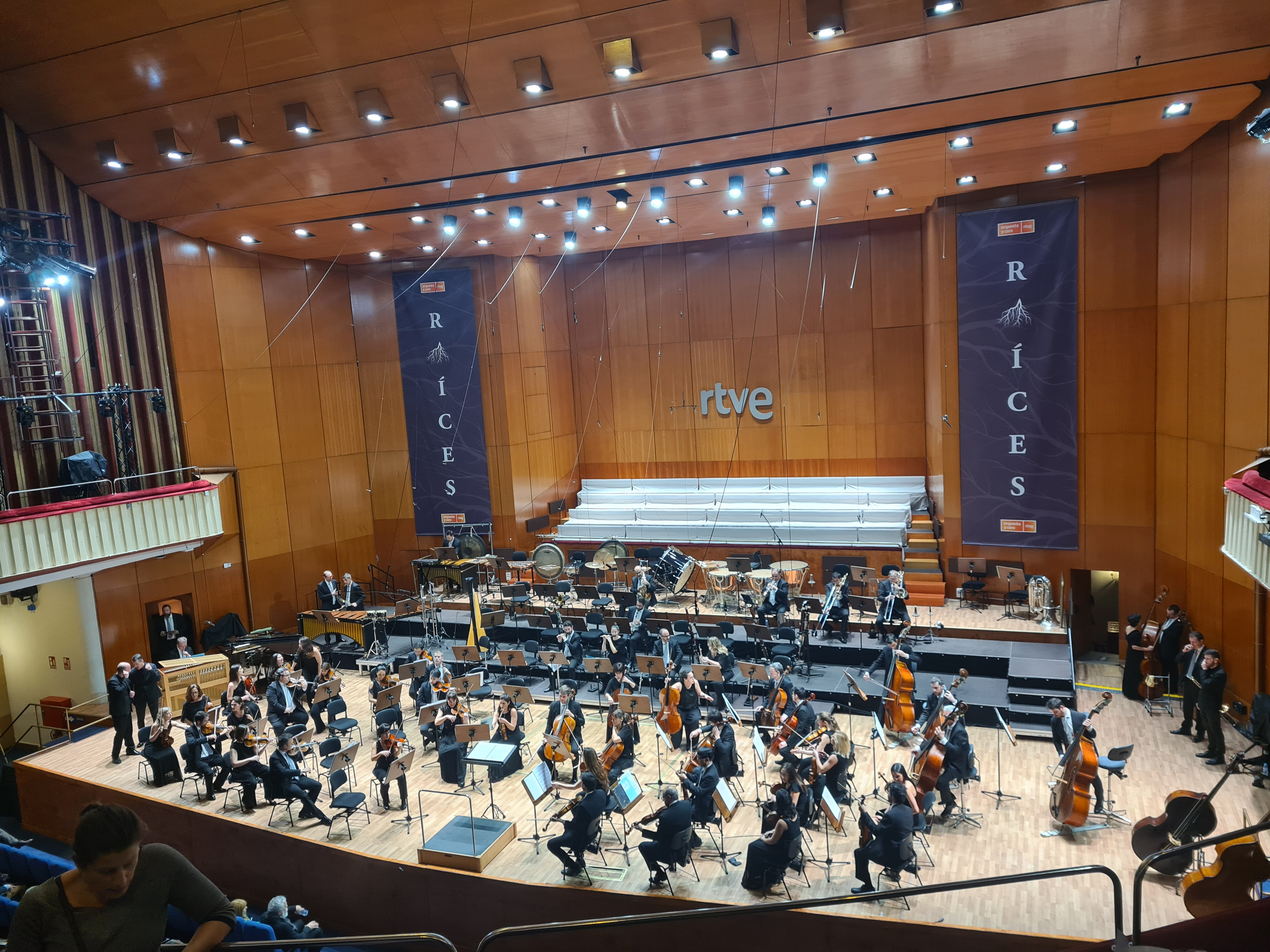
Orchestra Sinfonica della RTVE

L'Orchestra Sinfonica della RTVE (in spagnolo Orquesta Sinfónica y Coro RTVE) è un'orchestra sinfonica spagnola appartenente alla Corporación de Radio y Televisión Española. Dall'ottobre 1988 ha proposto la sua stagione concertistica normale (che è registrata e trasmessa nella sua interezza da Radio Clásica e La 2) al Teatro Monumental di Madrid.
Dalla stagione 2016/2017 il suo direttore principale è Miguel Ángel Gómez Martínez e l'amministratore delegato (dal 2014) è Mikaela Vergara.

## Storia
L'Orchestra Sinfonica della RTVE fu fondata nel febbraio del 1965, con la missione di servire sia la radio e la televisione nazionali che i festival della Spagna. Con un'età media dei suoi componenti di ventotto anni, la sua prima attività è stata quello di eseguire due opere del Romanticismo: Les Préludes di Liszt (sotto la guida del veterano José María Franco Bordons) e la Sinfonia n. 4 di Schumann (sotto la direzione del futuro direttore del Real Conservatorio Superior de Música de Madrid, il compositore Cristóbal Halffter).
Il 27 maggio 1965 nacque come una delle orchestre più giovani della radio e della televisione europea. Fu ufficialmente presentata al Teatro de la Zarzuela di Madrid con il suo direttore e fondatore, Igor Markevitch con un programma che comprendeva opere di Prokofiev, Wagner, Falla e Beethoven. L'8 giugno la presentazione ufficiale si tenne a Barcellona, presso il Liceo di Barcellona, con opere di Rossini, Wagner, Falla e Brahms.
Nel 2015 ha celebrato il suo 50º anniversario con un concerto di gala con alcuni brani del concerto inaugurale e altri del repertorio classico spagnolo. Ha anche un gruppo corale, il Coro della RTVE.

## Sede
La sua sede ufficiale è il Teatro Monumental di Madrid. A causa delle inadeguatezze di questa sala (alcune delle quali erano già state segnalate negli anni '90 dal suo allora direttore principale, Sergiu Comissiona), ci sono varie iniziative che mirano al trasferimento dell'Orchestra al Palazzo della Musica di Madrid, inattivo.

## Direttori

### Direttori musicali
- Ígor Markévich (1965)
- Antoni Ros-Marbà (1965–1966)
- Enrique García Asensio (1966–1984)
- Odón Alonso (1968–1984)
- Miguel Ángel Gómez Martínez (1984–1987)
- Arpad Joó (1988–1990)
- Sergiu Comissiona (1990–1998)
- Enrique García Asensio (1998–2001)
- Adrian Leaper (2001–2011)
- Carlos Kalmar (2011-2016)
- Miguel Ángel Gómez Martínez (2016-)

### Direttori ospiti principali
- Miguel Ángel Gómez Martínez
- Antoni Ros-Marbà (1988–1991)
- David Shallon (1997–1998?)